# Fatima-Zahra El Allami
Pour les articles homonymes, voir Alami.
Fatima-Zahra El Allami (née le 26 mars 1989 à Meknès) est une joueuse de tennis marocaine, professionnelle de 2007 à 2013. 

## Carrière
Fatima-Zahra El Allami est médaillée d'or par équipe mixte à la Coupe d'Afrique des nations (CAN) en 2006 à Tunis.
Aux Jeux panarabes de 2007 au Caire, Fatima-Zahra El Allami est médaillée d'or en simple dames et médaillée de bronze en double dames et par équipes. La même année, elle est médaillée d'or en double dames et en équipe mixte et médaillée de bronze en simple dames à la Coupe d'Afrique des nations à Rabat,. Elle obtient à la CAN 2008 l'argent en simple dames, l'or en double dames et l'or en équipe dames.
Elle est médaillée de bronze en double dames avec Nadia Lalami aux Jeux méditerranéens de 2009 à Pescara. Lors de la Coupe d'Afrique des nations de 2009 au Caire, elle remporte le tournoi en simple en battant en finale la Tunisienne Ons Jabeur, ainsi que le tournoi en double avec Nadia Lalami ; elle est aussi médaillée d'argent par équipe dames. Ces résultats la conduisent à être élue meilleure sportive féminine marocaine de l'année en 2009 par le service sportif de l'Agence Maghreb Arabe Presse. Elle terminera deuxième meilleure sportive féminine marocaine de l'année en 2010, après avoir obtenu trois médailles d'or en simple dames, en double dames et par équipe dames lors de la Coupe d'Afrique des nations à Tripoli.
Elle est sacrée championne d'Afrique en double dames en 2012 avec Nadia Lalami; Lors de cette CAN 2012, elle est aussi médaillée d'argent par équipe dames et médaillée de bronze en simple dames.

## Classements WTA en fin de saison
| Année          | 2008 | 2009 | 2010 | 2011 | 2012 | 2013 |
| Rang en simple | 549  | 587  | 452  | 650  | 1049 | –    |
| Rang en double | 457  | 541  | 514  | 770  | 838  | 831  |

Source : (en) « Classements de Fatima-Zahra El Allami », sur le site officiel du WTA Tour